# صلاح الدين الحديدي
الفريق صلاح الدين الحديدي ( - 19 يوليو 2011)، قائد عسكري مصري، تولى عدة مناصب قيادية بالقوات المسلحة منها قائد المنطقة المركزية العسكرية ومدير إدارة المخابرات الحربية، ومدير أكاديمية ناصر العسكرية العليا.

## حياته المهنية
- تولى قيادة المنطقة المركزية العسكرية.
- تولى منصب مدير إدارة المخابرات الحربية.
- تولى قيادة المنطقة المركزية الشرقية قبل حرب 1967.[3]:552
- تولى منصب مدير أكاديمية ناصر العسكرية العليا قبل حرب 1967 بشهور.[4]:34
- أحيل إلى المعاش في مايو 1968.[3]:550

## مؤلفاته
- شاهد على حرب 1967، صدر عن دار الشروق سنة 1974.
- شاهد على حرب اليمن، صدر عن مكتبة مدبولي سنة 1984.